# Včelná
Včelná är en ort i Tjeckien.   Den ligger i regionen Södra Böhmen, i den södra delen av landet, 130 km söder om huvudstaden Prag. Včelná ligger 442 meter över havet och antalet invånare är 1 504.
Terrängen runt Včelná är platt söderut, men norrut är den kuperad. Terrängen runt Včelná sluttar norrut. Runt Včelná är det ganska tätbefolkat, med 62 invånare per kvadratkilometer. Närmaste större samhälle är České Budějovice, 5,8 km norr om Včelná. Omgivningarna runt Včelná är en mosaik av jordbruksmark och naturlig växtlighet.